# Leszek Borysiewicz

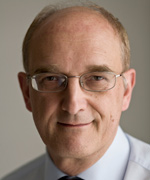
Leszek Borysiewicz (2008)

Sir Leszek Krzysztof Borysiewicz GBE (geb. 13. April 1951 in Cardiff, Wales) ist ein britischer Mediziner (Immunologie) und Wissenschaftsmanager polnischer Abstammung.

## Leben und Wirken
Borysiewicz ist das Kind polnischer Emigranten in Wales. Er studierte an der Welsh National School of Medicine (Abschluss 1975) und arbeitete als Arzt und als Forscher an verschiedenen Institutionen in London.
1988 wurde Borysiewicz Lecturer an der University of Cambridge, von 1991 bis 2001 hatte er eine Professur an der University of Wales inne. Von 2001 bis 2004 war er Dekan (Principal) der Medizinischen Fakultät, 2004 bis 2007 Deputy Rector des Imperial College London. Zusätzlich war er 2006/2007 Deputy Rector des Wellcome Trust. Von 2007 bis 2010 war Borysiewicz Chief Executive Officer des Medical Research Council.
Borysiewicz war von 2010 bis 2017 Vizekanzler der Cambridge University, eine Position, die auf maximal sieben Jahre begrenzt ist. Seit 2016 ist er Aufsichtsratsvorsitzender (Chair) von Cancer Research UK.
Vor seiner Karriere als Wissenschaftsmanager befasste er sich wissenschaftlich mit Infektiologie, Immunität gegenüber Viren, Virus-induziertem Krebs und Impfungen, insbesondere der HPV-Impfung. Stand April 2023 hat er einen h-Index von 37.
Borysiewicz ist verheiratet und hat zwei Kinder.

## Auszeichnungen (Auswahl)
- 1998 Gründungsmitglied der Academy of Medical Sciences[5]
- 1998 Mitglied der Polska Akademia Umiejętności
- 2001 Knight Bachelor[6]
- 2008 Mitglied der Royal Society[7]
- 2008 Mitglied der Academia Europaea[8]
- 2008 Ehrendoktorat der University of Southampton
- 2008 Ehrendoktorat der University of Hull
- 2010 Gründungsmitglied der Learned Society of Wales[9]
- 2009 Harveian Oration[10]
- 2012 Ehrendoktorat der Universität Hongkong[11]
- 2014 Prix International de l’INSERM[12]
- 2018 Großkreuz des Verdienstordens der Republik Polen[13]
- 2025 Knight Grand Cross des Order of the British Empire[14]